# Eligmodontia puerulus
Eligmodontia puerulus, denominado comúnmente ratoncito de pie sedoso o laucha sedosa puneña, es una especie de roedor del género Eligmodontia de la familia Cricetidae. Habita en el sur del Cono Sur de Sudamérica.

## Taxonomía
Esta especie fue descrita originalmente en el año 1896 por el zoólogo Rodolfo Amando Philippi.

## Distribución geográfica
Habita en zonas montañosas altiplánicas del Perú, Bolivia y Chile hasta el noroeste de la Argentina, en el altiplano del oeste de las provincias de Jujuy y Salta. 

## Conservación
Según la organización internacional dedicada a la conservación de los recursos naturales Unión Internacional para la Conservación de la Naturaleza (IUCN), al ser abundante, no poseer mayores peligros y vivir en muchas áreas protegidas, la clasificó como una especie bajo “preocupación menor” en su obra: Lista Roja de Especies Amenazadas.